# Kunsthaus Glarus

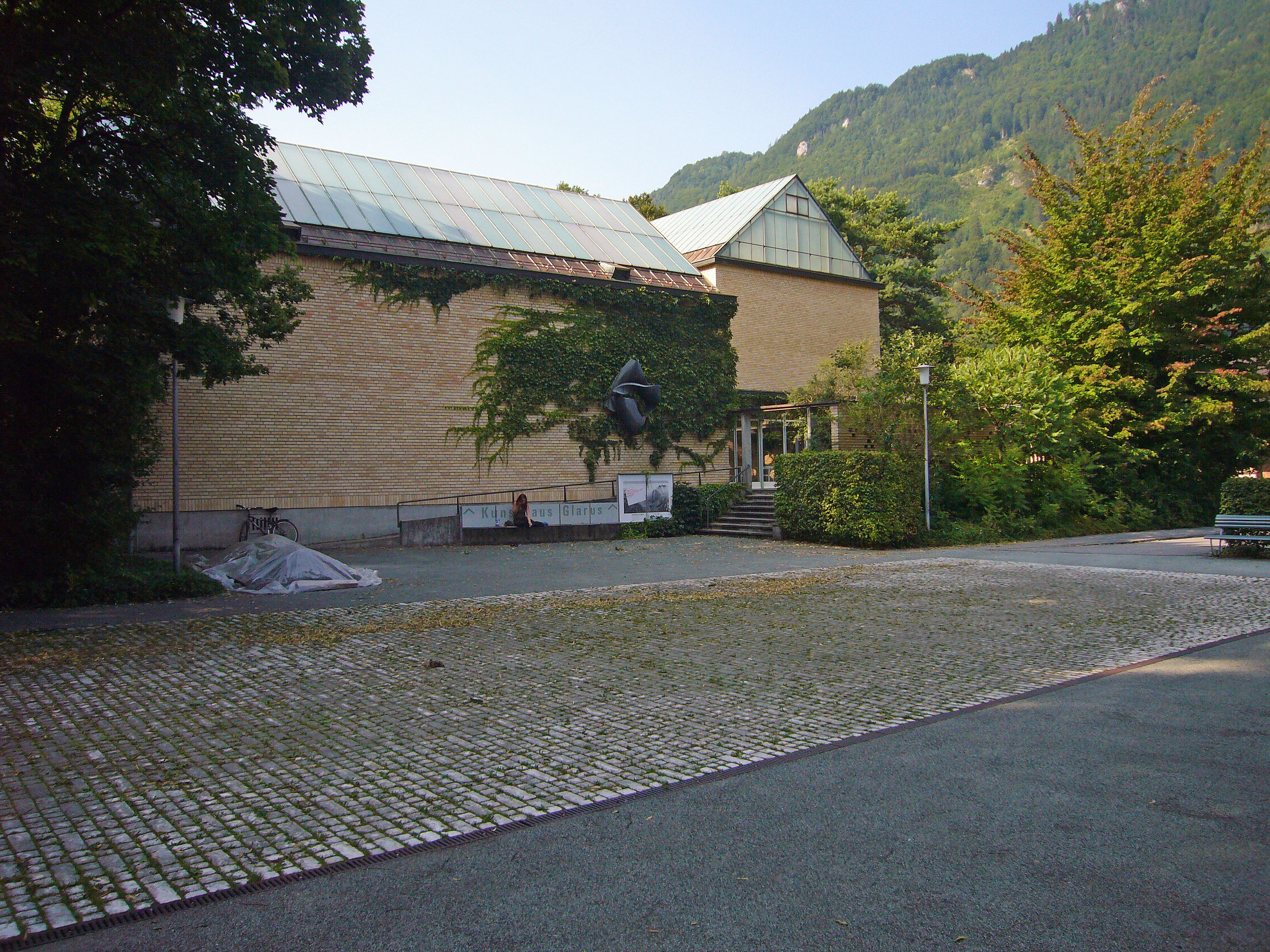
Kunsthaus Glarus

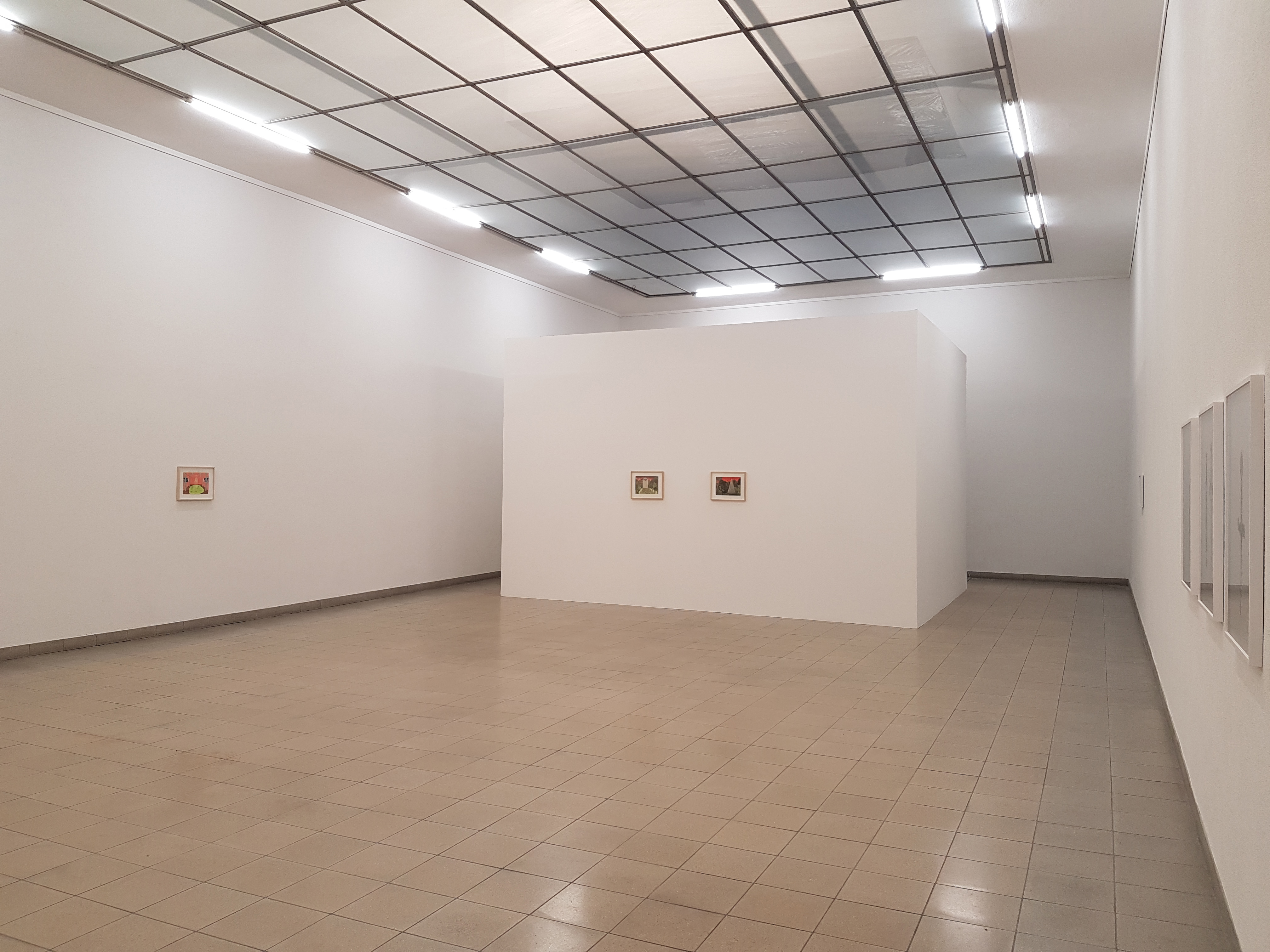
Kunsthaus Glarus, EG (Parterre), Oberlichtsaal mit Blackbox, abends

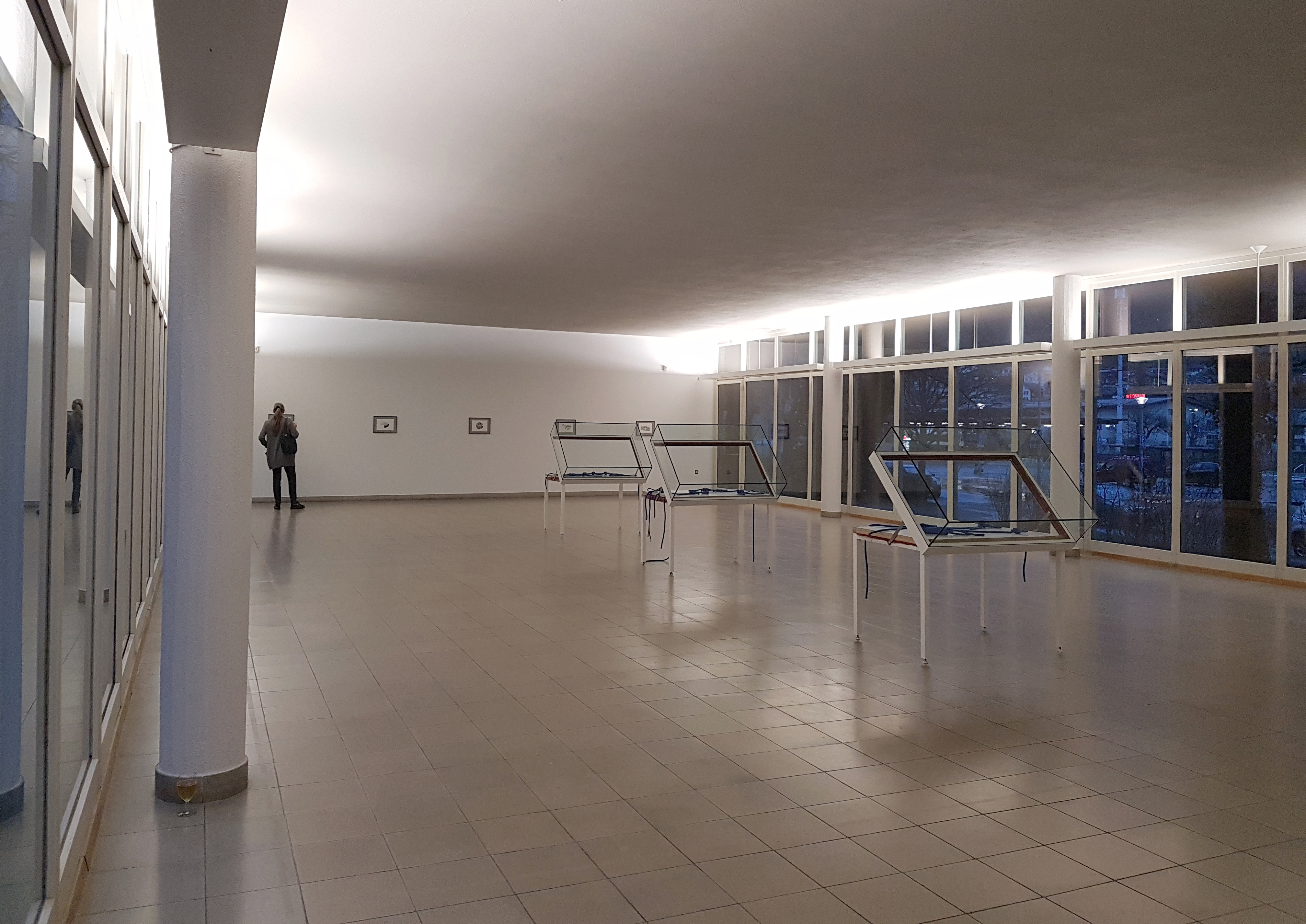
Kunsthaus Glarus, EG (Parterre), Seitenlichtsaal, abends

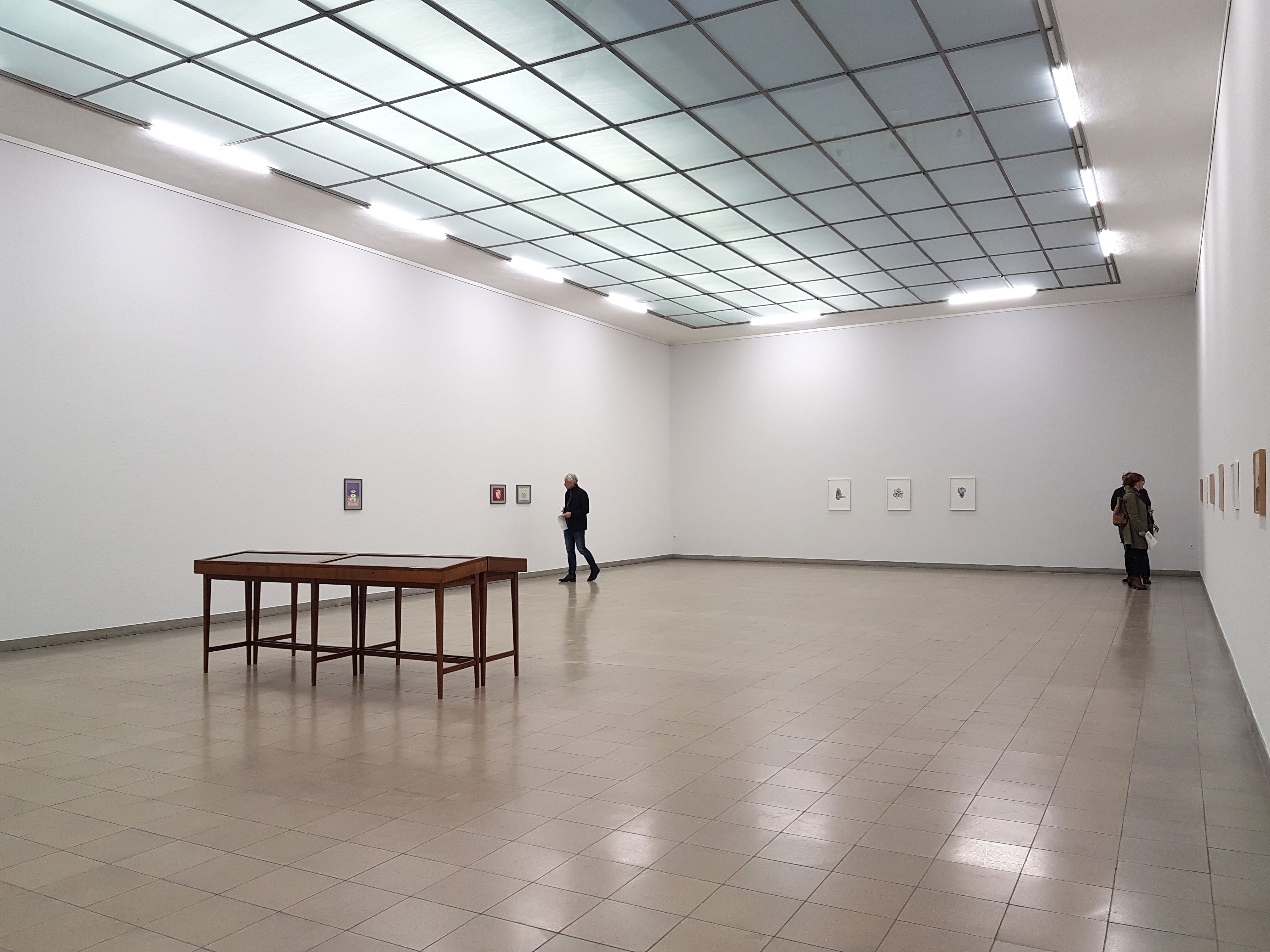
Kunsthaus Glarus, OG (1. Stock), Oberlichtsaal, abends

Das Kunsthaus Glarus ist ein Museum und Ausstellungshaus in der Schweizer Stadt Glarus, in unmittelbarer Nähe des Bahnhofs im Volksgarten.

## Geschichte
Gustav Schneeli, Sohn einer wohlhabenden Glarner Holzhändlerdynastie, Kunsthistoriker, Diplomat, Genealoge und Kunstmaler, schrieb dem 1870 gegründeten Glarner Kunstverein, er plane ein Museum für seine Bilder zu bauen. So plante man einen gemeinsamen Bau, einen kulturellen Anziehungspunkt in einer Kleinstadt, der auch Grossstädter anziehen sollte. Anlässlich einer Ausstellung in Genf schrieb Schneeli:
[Meine Bilder konnten] allein einen kleinen Saal besetzen, was mir abermals bewies, wie wichtig es für mich ist, für mich allein auszustellen und nicht durch Produkte der Kollegen beeinträchtigt zu sein, da meine [Bilder] im Allgemeinen viel diskreterer Manier als sie heute üblich ist, nicht gut zu anderen gestimmt werden können.
Mit dem Kunstverein zusammen wurde viele Jahre geplant und 1952, acht Jahre nach dem Tod Schneelis, wurde der Bau des Architekten Hans Leuzinger eröffnet. Ein Teil des Museums war für die Schneeli-Sammlung gedacht, im Untergeschoss waren Ausstellungsräume für die Naturhistorische Sammlung des Kantons Glarus vorgesehen.

## Sammlung
Die Sammlung des Museums umfasst Gemälde und Plastiken von Schweizer Künstlern des ausgehenden 19. und des 20. Jahrhunderts, dazu die Sammlungen Othmar Huber, Gustav Schneeli und Gustav Egger.

## Ausstellungen
Über 40 Jahre lang wurden die Ausstellungen von Mitgliedern des Kunstvereins verantwortet. 1992 wurde eine Konservatorin angestellt, die für das Ausstellungsprogramm verantwortlich ist.
Seit Mitte der 1990er Jahre hat sich das Kunsthaus Glarus mit zeitgenössischer Kunst schweizerischer und ausländischer Künstler (wie etwa Hanspeter Hofmann) einen Namen geschaffen. Neben zeitgenössischer Kunst werden auch immer wieder Ausstellungen mit historischem Hintergrund oder Teile der Sammlung des Kunstvereins gezeigt. Ebenfalls bietet das Museum jedes Jahr Künstlern der Region Gelegenheit, ihre Kunstwerke zu präsentieren. Eine besondere Art Ausstellung sind die «Hausbesuche». Da werden Kunstwerke der Sammlung bei Einwohnern zu Hause ausgestellt und in Führungen einem grösseren Publikum gezeigt.
Einmal jährlich findet eine Ausstellung mit Fokus auf das Glarner Kunstschaffen statt. Die traditionelle unjurierte Jahresausstellung wechselt sich mit einer alle zwei Jahre stattfindenden thematischen oder jurierten Ausstellung ab.
- Jay Chung & Q Takeki Maeda (2024)
- John Miller (2024)
- Emanuel Rossetti (2024)
- Megan Francis Sullivan (2024)
- Hélène Fauquet (2023)
- Flora Klein (2023)
- Sophie Gogl (2023)
- Karen Kilimnik (2023)
- Silvia Kolbowski (2022)
- Laura Langer (2022)
- Nicole Wermers (2022)
- Daphne Ahlers (2022)
- Romane Chabrol (2022)
- Elliot Reed (2021)
- Bri Williams (2021)
- Puppies Puppies (2021)
- Klaus Born (2021)
- Caroline Bachmann (2020)
- Jan Vorisek (2020)
- Sam Pulitzer (2019)
- Bea Schlingelhoff (2019)
- Bonnie Camplin (2018)
- Marta Riniker-Radich (2018)
- Birgit Megerle (2017)
- Mathis Gasser (2017)
- Melanie Gilligan (2017)
- Thomas Julier (2016)
- Shana Moulton (2016)